# Phantom Antichrist
Phantom Antichrist trinaesti je studijski album njemačkog thrash metal sastava Kreator. Objavljen je 1. lipnja 2012. godine, a objavila ga je diskografska kuća Nuclear Blast.
Album se našao na 130. mjestu američke ljestvice Billboard 200 te je prvi tjedan bio prodan u 3.900 primjeraka.

## Popis pjesama
| 1.    | »Mars Mantra« (instrumental)     | 1:18 |
| 2.    | »Phantom Antichrist«             | 4:31 |
| 3.    | »Death to the World«             | 4:53 |
| 4.    | »From Flood into Fire«           | 5:26 |
| 5.    | »Civilization Collapse«          | 4:13 |
| 6.    | »United in Hate«                 | 4:31 |
| 7.    | »The Few, the Proud, the Broken« | 4:37 |
| 8.    | »Your Heaven, My Hell«           | 5:53 |
| 9.    | »Victory Will Come«              | 4:14 |
| 10.   | »Until Our Paths Cross Again«    | 5:49 |
| 45:25 |                                  |      |

| Bonus pjesma s japanske inačice | Bonus pjesma s japanske inačice | Bonus pjesma s japanske inačice | Bonus pjesma s japanske inačice | Bonus pjesma s japanske inačice | Bonus pjesma s japanske inačice | Bonus pjesma s japanske inačice | Bonus pjesma s japanske inačice | Bonus pjesma s japanske inačice | Bonus pjesma s japanske inačice |
| Br.                             | Skladba                         | Trajanje                        |                                 |                                 |                                 |                                 |                                 |                                 |                                 |
| ------------------------------- | ------------------------------- | ------------------------------- | ------------------------------- | ------------------------------- | ------------------------------- | ------------------------------- | ------------------------------- | ------------------------------- | ------------------------------- |
| 11.                             | »Iron Destiny«                  | 4:31                            |                                 |                                 |                                 |                                 |                                 |                                 |                                 |
| 49:56                           |                                 |                                 |                                 |                                 |                                 |                                 |                                 |                                 |                                 |

## Zasluge
Kreator
- Jürgen "Ventor" Reil – bubnjevi
- Mille Petrozza – vokali, gitara
- Christian "Speesy" Giesler – bas-gitara
- Sami Yli-Sirniö – gitara, akustična gitara, prateći vokali

Dodatni glazbenici
- Uffe Bejstam – zborski vokali
- Ronny Milianowicz – zborski vokali
- Tommy Johansson – zborski vokali
- Matthias Kollek – zborski vokali
- Jens Bogren – zborski vokali
- Henric Bellinger - dodatne udaraljke
- Tim Schuldt - programiranje

Ostalo osoblje
- Matthias Kollek – redatelj (DVD-a)
- Tim Schuldt – pred produkcija
- Dominic Paraskevopoulos – pred produkcija
- Marc Görtz – pred produkcija
- Sky von Hoff – pred produkcija
- Wes Benscoter – omot albuma
- Stefan Heilemann – fotografije sastava
- Ted Jensen – mastering
- Johan Örnborg – dodatni inženjer zvuka
- Jens Bogren – produciranje, inženjer zvuka, miksanje
- Jan Meininghaus – dizajn